# Akane (Apfel)

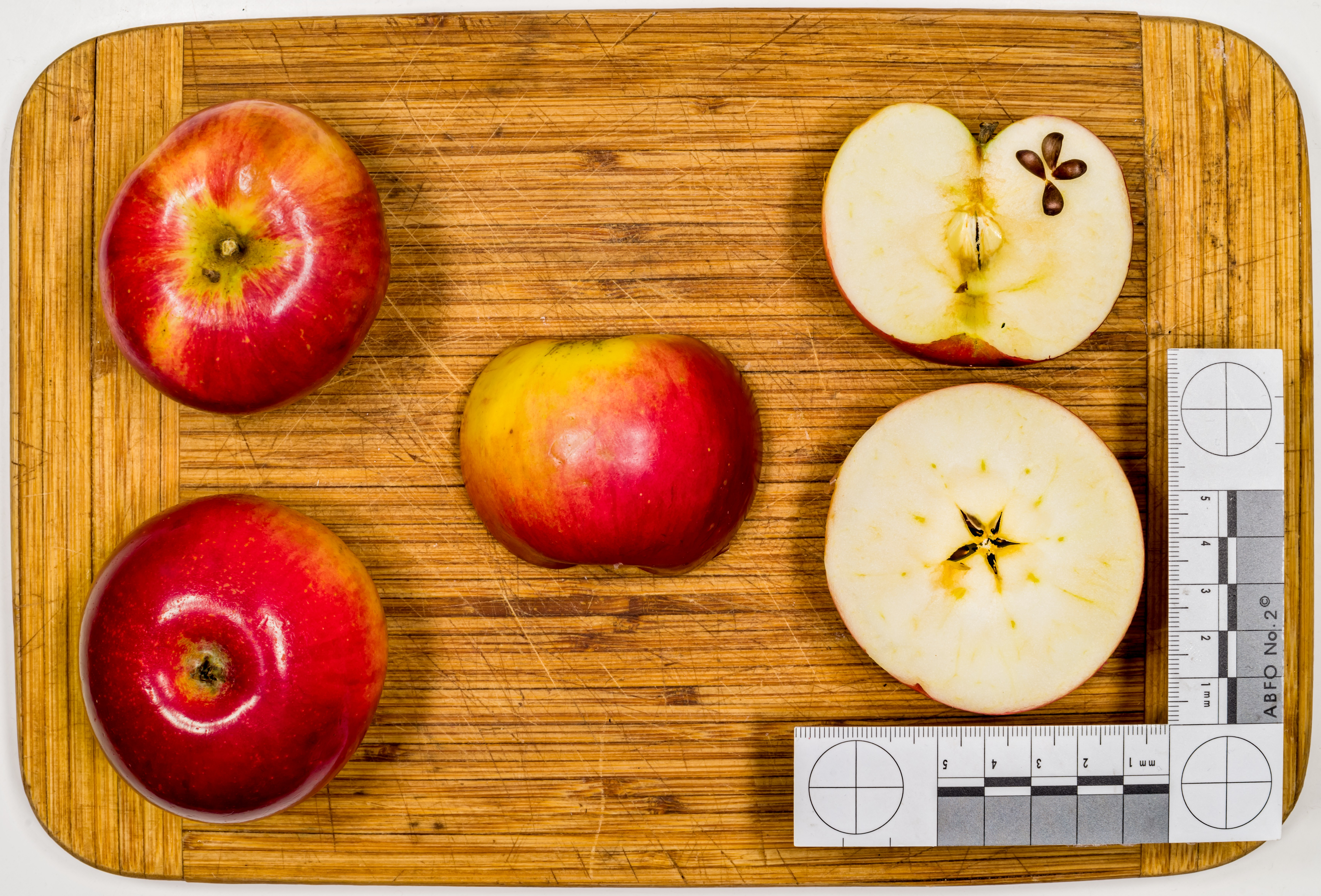
Ansicht der Frucht

Akane, auch Primerouge, Prime Red, Tohoku Nr. 3, Tokyo Rose ist eine Sorte des Kulturapfels (Malus domestica).

## Beschreibung
Der mittelgroße Apfel ist kugelförmig und schwach gerippt. Seine glatte Schale ist auf gelber Grundfarbe fast vollständig rot ausgefärbt. Sein Fruchtfleisch ist weiß. Das saftige, feste Fruchtfleisch hat einen balancierten Geschmack aus süßen und sauren Geschmacksnoten, der eher an klassische europäische als amerikanische oder asiatische Sorten erinnert.
Beim Kochen und Backen behält Akane relativ gut sowohl Form wie auch Geschmack.
Der Baum selbst ist schwachwüchsig. Die Fruchtäste wachsen aufrecht.

## Anbau
Akane ist vergleichsweise frosthart. Der Baum liefert einen großen Ertrag. Die Erntezeit liegt von Anfang bis Mitte der Apfelsaison von Ende August bis Anfang September. Wird nicht geerntet, erfolgt kein Fruchtfall, sondern die Äpfel verderben am Baum. Wie die meisten frühen Apfelsorten lagert sich Akane nicht besonders gut.
Die Sorte ist robust gegen Feuerbrand, aber mäßig anfällig gegen Apfelschorf.
Der diploide Apfel ist nicht-selbstbefruchtend.

## Geschichte
Der Apfel wurde am nationalen Zuchtinstitut in Morioka in Japan aus Jonathan x Worcester Pearmain gezüchtet, und 1937 in den Markt eingeführt. Von Akane selbst stammt der ebenfalls in Morioka gezüchtete Sansa (Gala x Akane) ab. Verbreitet im Anbau ist Akane vor allem in Nordamerika. In Europa ist der Apfel seit 1970 aufzufinden und wurde in den 1980ern aus Frankreich nach Deutschland importiert.